# Andrea Thomas (Leichtathletin, 1963)
Andrea Weiß, ehem. Andrea Thomas, geb. Andrea Irmgard Bersch (* 9. April 1963 in Güls) ist eine ehemalige deutsche Sprinterin.

## Leben
Für die Bundesrepublik startend, gewann sie 1990 bei den Europameisterschaften in Split die Silbermedaille in der 4-mal-100-Meter-Staffel (Gabriele Lippe, Ulrike Sarvari, Thomas, Silke-Beate Knoll; 43,2 s). Bei diesen Europameisterschaften belegte sie Platz acht im 200-Meter-Lauf (23,01 s) sowie Platz vier mit der 4-mal-400-Meter-Staffel (3:25,12 min).
Bei den Weltmeisterschaften 1987 in Rom wurde sie in der 4-mal-100-Meter-Staffel Fünfte in 43,20 s. Bei den Olympischen Spielen 1988 in Seoul kam sie jeweils auf den vierten Platz mit der 4-mal-100-Meter-Staffel in 42,76 s und der 4-mal-400-Meter-Staffel in 3:25,12 min; in den Einzelbewerben kam sie über 100 Meter ins Viertel- und über 200 Meter ins Halbfinale.
Vier Jahre später bei den Olympischen Spielen in Barcelona erreichte sie über 200 Meter das Viertelfinale und wurde in der 4-mal-100-Meter-Staffel Fünfte.
Andrea Weiß gehörte dem SSC Koblenz-Karthause, dem SC Eintracht Hamm und dem VfL Sindelfingen an. In ihrer Wettkampfzeit war sie 1,75 m groß und 60 kg schwer. Sie heiratete 1987 und trug seitdem den Nachnamen Thomas, nach erneuter Heirat Weiß. Sie ist gelernte Einzelhandelskauffrau.

## Persönliche Bestzeiten

### Freiluft
- 100 m: 11,34 s, 3. Juli 1988, Sindelfingen
- 200 m: 22,74 s, 27. August 1988, Ravensburg
- 400 m: 51,98 s, 30. Mai 1992, Sindelfingen

### Halle
- 200 m: 22,90 s, 10. Februar 1991, Stuttgart